# Boris Kristančič
Boris Kristančič - "Kristo", slovenski košarkar, * 21. november 1931 ali 1932, Skopje, † 29. oktober 2015.
Udeležil se je poletnih olimpijskih iger leta 1960 kot član jugoslovanske košarkarske reprezentance.

## Odlikovanja in nagrade
Leta 2001 je prejel častni znak svobode Republike Slovenije z naslednjo utemeljitvijo: »ob življenjskem jubileju za petdesetletno delo na področju slovenskega športa, posebej za zasluge pri razvoju košarke.«